# Arichi Shinanojo
Arichi Shinanojo est un nom japonais traditionnel ; le nom de famille (ou le nom d'école), Arichi, précède donc le prénom (ou le nom d'artiste).
Le baron Arichi Shinanojo (有地 品之允, 15 mars 1843-17 janvier 1919) était un amiral et le chef d’état-major de la Marine impériale du Japon à la fin du XIXe siècle.

## Biographie
Arichi est né dans le domaine de Chōshū (actuelle préfecture de Yamaguchi). Son jeune frère est l’amiral Tokioki Nashiba. En tant que jeune samouraï, il a combattu pendant la guerre de Boshin pour renverser le shogunat Tokugawa, participant aux combats dans le nord de la région de Tohoku. Il a alors été expédié par son domaine en Europe pour étudier, observant les opérations militaires pendant la guerre franco-prussienne. À son retour au Japon, il fut nommé commandant de la nouvelle Armée impériale japonaise en 1871. Sous le nouveau gouvernement Meiji, il a servi au ministère de l’Armée, puis fut transféré à la récente Marine impériale japonaise en 1873 comme capitaine de corvette. Il fut ainsi l’un des rares hommes du domaine de Chōshū à choisir une carrière dans la Marine plutôt que dans l’armée. Les raisons de ce choix ne sont cependant pas connues, mais quelques historiens pensent que cela faisait partie d’une stratégie des chefs de clan de Chōshū pour s’assurer que la Marine ne devienne pas un monopole du domaine de Satsuma.
Arichi devint le capitaine de la frégate Fujisan en 1878 et de la corvette Nisshin en 1881. Après sa promotion au rang de capitaine en 1882, il devint le commandant de la corvette Hiei, puis du Tsukuba. En 1884, alors qu’il commandait ce bateau, une épidémie de béribéri y fit 23 morts parmi l’équipage. Plus tard, le docteur de la Marine Kanehiro Takaki expérimente sur le Tsukuba une modification de l’alimentation des marins, qui plus tard élimina le béribéri de la Marine japonaise.
Arichi fut promu contre-amiral le 15 juin 1886 et devint commandant à l’Académie navale impériale de 1887 à 1889. Il fut le chef d’état-major de la Marine impériale japonaise de 1889 à 1891.
De 1891 à 1892, Arichi a servi comme commandant en chef de la flotte. Il fut promu vice-amiral en 1892, et fut commandant en chef du district naval de Kure pendant la première guerre sino-japonaise. Il devint commandant en chef de la flotte combinée de mai à octobre 1895, et a participé à l’invasion japonaise de Taïwan. Il fut forcé de démissionner à cause d’un incident impliquant l’arraisonnement illégal du navire de commerce britannique Thales par des marins du croiseur Yaeyama au large de Taïwan le 21 octobre 1895, alors qu’ils étaient à la recherche de Liu Yongfu, le président fugitif de la république de Taïwan.
Le 5 juin 1896, il fut anobli du titre de baron (danshaku) selon le système nobiliaire kazoku.
Arichi entra dans l’armée réserviste en 1895, et fut membre de la Chambre des pairs du Japon de 1897 à 1904. Il s’est retiré en 1911, mais a continué à servir en tant que membre du Conseil privé de 1914 jusqu’à sa mort en 1919. Sa tombe se trouve au cimetière d’Aoyama à Tōkyō.